# Jövő Egyesület
A Jövő Egyesület 2015-ben alakult az LMP – Magyarország Zöld Pártja ifjúsági szervezeteként Lehet Más a Jövő néven. Nevét 2019-ben változtatta a jelenlegire.

## Részvételek, akciók
Az egyesület 2018. október 9-én és október 23-án fáklyás felvonulást szervezett a Budapesti Corvinus Egyetem tervezett magánkézre adása ellen. A több száz főt megmozgató demonstrációt követően pedig elindult a Stop tandíj! elnevezésű petíció.
2018. október 23-án elsőként támogatta az egyesület Puzsér Róbert független főpolgármester-jelölt indulását, ezzel megelőzve anyapártját is.
A környezetvédelem világnapja alkalmából fóliasisakokkal lepte meg az Innovációs és Technológiai Minisztériumot.

## Választási szereplések
Az ifjúsági szervezet tagjai a 2019-es magyarországi önkormányzati választáson is megmérettették magukat, többek között Budapesten, Debrecenben, Pécsett és Szolnokon.